# Nuaillé-sur-Boutonne
Nuaillé-sur-Boutonne là một xã trong tỉnh Charente-Maritime trong vùng Nouvelle-Aquitaine tây nam nước Pháp. Xã này nằm ở khu vực có độ cao từ 21-62 mét trên mực nước biển.
Thị trấn nằm ở tả ngạn sông Boutonne, sông tạo thành phần lớn ranh giới phía tây thị trấn.